# Нова-Прата-ду-Игуасу
Нова-Прата-ду-Игуасу (порт. Nova Prata do Iguaçu) — муниципалитет в Бразилии, входит в штат Парана. Составная часть мезорегиона Юго-запад штата Парана. Входит в экономико-статистический микрорегион Франсиску-Белтран. Население составляет 9497 человек на 2006 год. Занимает площадь 352,565 км². Плотность населения — 26,9 чел./км².
Праздник города — 1 февраля.

## Статистика
- Валовой внутренний продукт на 2003 год составляет 104 455 388,00 реалов (данные: Бразильский институт географии и статистики).
- Валовой внутренний продукт на душу населения на 2003 год составляет 10 540,40 реалов (данные: Бразильский институт географии и статистики).
- Индекс развития человеческого потенциала на 2000 год составляет 0,754 (данные: Программа развития ООН).